# MAS Společná Cidlina
MAS Společná Cidlina je místní akční skupinou ve východních Čechách, v okrese Hradec Králové. Na jejím území fungují dva svazky obcí: Svazek obcí Cidlina a Mikroregion Novobydžovsko.

## Historie
Místní partnerství zaměřené na rozvoj regionu vznikalo v oblasti již od roku 2002, dne 23. března 2004 pak bylo založeno občanské sdružení s názvem Společná Cidlina, místní akční skupina a dne 21. dubna 2004 bylo toto občanské sdružení na Ministerstvu vnitra oficiálně registrováno. V roce 2006 došlo k přejmenování organizace na Společná CIDLINA, o.s., v roce 2014 pak na Společná CIDLINA, z.s.

## Účel spolku
Účelem spolku je podpora rozvoje území, a to zejména činnostmi ve prospěch obcí, neziskových organizací, drobných podnikatelů, malých a středních podniků, ale i dalších subjektů, které na území působí.
Stanovy spolku pak přímo stanovují následující cíle činnosti:
- podpora spolupráce místních aktérů a naplňování principu místního partnerství
- příprava podmínek pro účast v programech ČR a EU
- realizace komunitně vedeného místního rozvoje (tzv. CLLD)
- řídit další práce, které jsou v souladu s účelem spolku a zájmy členů, a zajišťovat k tomu potřebné finanční, lidské, materiální, informační a další zdroje
- uskutečňovat další činnosti, které jsou ve vztahu k účelu spolku a přinášejí výnosy
- vzdělávání dětí, mládeže a široké veřejnosti

## Členská základna
Spolek má celkem 28 členů - obcí, organizací, firem i soukromých osob. Členové jsou dle zájmů rozděleni do zájmových skupin:

#### Sociální sféra
- Obec Vinary
- Podzámčí, agentura podpory rodiny a služeb, o.p.s.
- Svaz tělesně postižených v České republice, z.s., místní organizace Nový Bydžov

#### Vzdělávání a volný čas
- Ing. Jana Bitnerová
- Loučná Hora dětem, z.s.
- Na podporu aktivit v NB, z.s.
- Obec Barchov
- Střední škola technická a řemeslná, Nový Bydžov
- Libor Morávek

#### Ekonomika a podnikání
- AGRO ŽLUNICE, a.s.
- Lenka Bažantová
- NATURA DK, a.s.
- Stavoka Kosice, a.s.
- Miroslav Hanuš
- Rovina Písek, a.s.
- AGRO DZ, s.r.o.

#### Veřejná správa a partnerství
- Město Chlumec nad Cidlinou
- Město Nový Bydžov
- Obec Chudeřice
- Obec Nepolisy
- Obec Olešnice
- Školní jídelna, Chlumec nad Cidlinou

#### Životní prostředí
- Agropodnik Humburky, a.s.
- TJ Sokol Nepolisy, z.s.
- SKP Judo Nový Bydžov, z.s.
- Spolek Město v zahradách
- Okrašlovací spolek Smidarska, z.s.
- Josef Kadavý